# Kristian Fechtner
Kristian Fechtner (* 9. Februar 1961 in Bad Homburg) ist ein deutscher evangelischer Theologe.

## Leben
Von 1982 bis 1988 studierte er evangelische Theologie (1988 erstes theologisches Examen bei der Evangelischen Kirche in Hessen und Nassau). Nach dem Vikariat (1993–1995) in Oberhessen (EKHN) und der Promotion 1994 war er von 1995 bis 2002 zunächst Hochschulassistent, dann Dozent im Fach Praktische Theologie an der Universität Marburg. Nach der Habilitation 2000 ist er seit 2002 Professor für Praktische Theologie (Schwerpunkt Homiletik und Liturgik) an der Johannes Gutenberg-Universität Mainz.